# Liste der Monuments historiques in Saffais
Die Liste der Monuments historiques in Saffais führt die Monuments historiques in der französischen Gemeinde Saffais auf.

## Liste der Objekte
| Bezeichnung                                     | Beschreibung                                                                                 | Standort                        | Kennzeichnung | Schutzstatus | Datum | Bild |
| ----------------------------------------------- | -------------------------------------------------------------------------------------------- | ------------------------------- | ------------- | ------------ | ----- | ---- |
| Wandvertäfelung des Chorraums mit zwei Gemälden | Eichenholz, Ölfarbe auf Leinwand, Mitt des 18. Jahrhunderts                                  | in der Kirche St-Quentin (Lage) | PM54001850    | Inscrit      | 1977  |      |
| Kanzel und Wandvertäfelung im Kirchenschiff     | Holz, 18. und 19. Jahrhundert                                                                | in der Kirche St-Quentin (Lage) | PM54001854    | Inscrit      | 2002  |      |
| Skulptur Heiliger Quintinus                     | Stein, ehemals farbig gefasst, 14. oder 15. Jahrhundert                                      | in der Kirche St-Quentin (Lage) | PM54002018    | Classé       | 2012  |      |
| Zwei Seitenaltäre                               | mit jeweils einem Gemälde; Eichenholz, Ölfarbe auf Leinwand, 18. und 19. Jahrhundert         | in der Kirche St-Quentin (Lage) | PM54001853    | Inscrit      | 1975  |      |
| Grabkreuz                                       | Stein, 1604                                                                                  | in der Kirche St-Quentin (Lage) | PM54001855    | Inscrit      | 2002  |      |
| Sechs Altarleuchter                             | Kupfer, um 1750                                                                              | in der Kirche St-Quentin (Lage) | PM54000796    | Classé       | 1975  |      |
| Skulptur einer heiligen Äbtissin                | Holz, farbig gefasst, um 1500                                                                | in der Kirche St-Quentin (Lage) | PM54001852    | Inscrit      | 1978  |      |
| Hauptaltar                                      | Altartisch, Altaraufbau, Tabernakel und zwei Skulpturen; Eichenholz, farbig gefasst, um 1750 | in der Kirche St-Quentin (Lage) | PM54000797    | Classé       | 1975  |      |
| Skulptur Madonna mit Kind                       | Holz, farbig gefasst, Anfang des 16. Jahrhunderts                                            | in der Kirche St-Quentin (Lage) | PM54001849    | Inscrit      | 1977  |      |
| Skulptur Heilige Barbara                        | Stein, farbig gefasst, Ende des 15. Jahrhunderts                                             | in der Kirche St-Quentin (Lage) | PM54001851    | Inscrit      | 1977  |      |